# Upplands runinskrifter 126
Runinskrift U 126 var en runsten som hittades 1900 vid vattenkällan till Överjärva gård i Solna socken och Solna kommun inom Danderyds skeppslag. Två år senare skapades ett pappersavtryck som dessutom fotograferades.
År 1908 sågs runstenen för sista gången och sedan är dess öde okänt. Ett litet fragment av stenen upptäcktes 1934 några hundra meter från dess ursprungliga plats. Denna runstensbit flyttades först till Tumba för att bevaras inomhus på Charlottenburgs hembygdsgård och senare till Statens historiska museums lokaler i Tumba där den i samlingarna fått nummer 21389. Materialet är gråsten. År 2008 placerades en rekonstruktion av stenen (se bild), vid gångbron över järnvägen intill Överjärva gård.

## Inskrift
Translitterering av runraden:
[× furkuþr :] lit : (r)[isa : ---(n) : ...(k) : bru : þasi : efti : þurkar : sun : sin : auk : efti : hskis : kuþ : h(i)l(b)(i) --t : þisa : auk kus · mas : kuþ]
Normalisering till runsvenska:
Forkuðr let ræisa [stæi]n [o]k bro þessi æftiʀ Þorgæiʀ, sun sinn, ok æftiʀ Asgisl/Asgæiʀ. Guð hialpi [an]d þæiʀa ok Guðs maʀ goð.
Översättning till nusvenska:
Forkunn lät resa stenen och (göra) bro efter Torger sin son och efter Åsgisl. Gud hjälpe deras ande och guds…